# Back to the Beginning
Back to the Beginning — це концерт англійського хеві-метал-гурту Black Sabbath за участю низки артистів на розігріві. Він відбувся 5 липня 2025 року на стадіоні «Вілла Парк» в Астоні, Бірмінгем, Англія, поруч із місцем, де гурт був утворений у 1968 році.
Захід тривав десять годин і завершився виступами вокаліста Оззі Осборна та гурту Black Sabbath. Оригінальний склад гурту з Осборном, Тоні Айоммі, Ґізером Батлером та Біллом Вордом виступив разом наживо вперше з 2005 року. 
Концерт транслювався по всьому світу через платну трансляцію із затримкою. На розігріві взяли участь зіркові виконавці, включаючи два супергурти, зібрані спеціально для заходу. Загальний прибуток від заходу склав 140 мільйонів фунтів стерлінгів і буде переданий на благодійність.
Back to the Beginning став останнім концертом для Оззі Осборна. Вокаліст більше не міг ходити через прогресуючу хворобу Паркінсона та співав, сидячи на троні. Осборн вмер того ж місяця, 22 липня 2025 року.

## Передумови

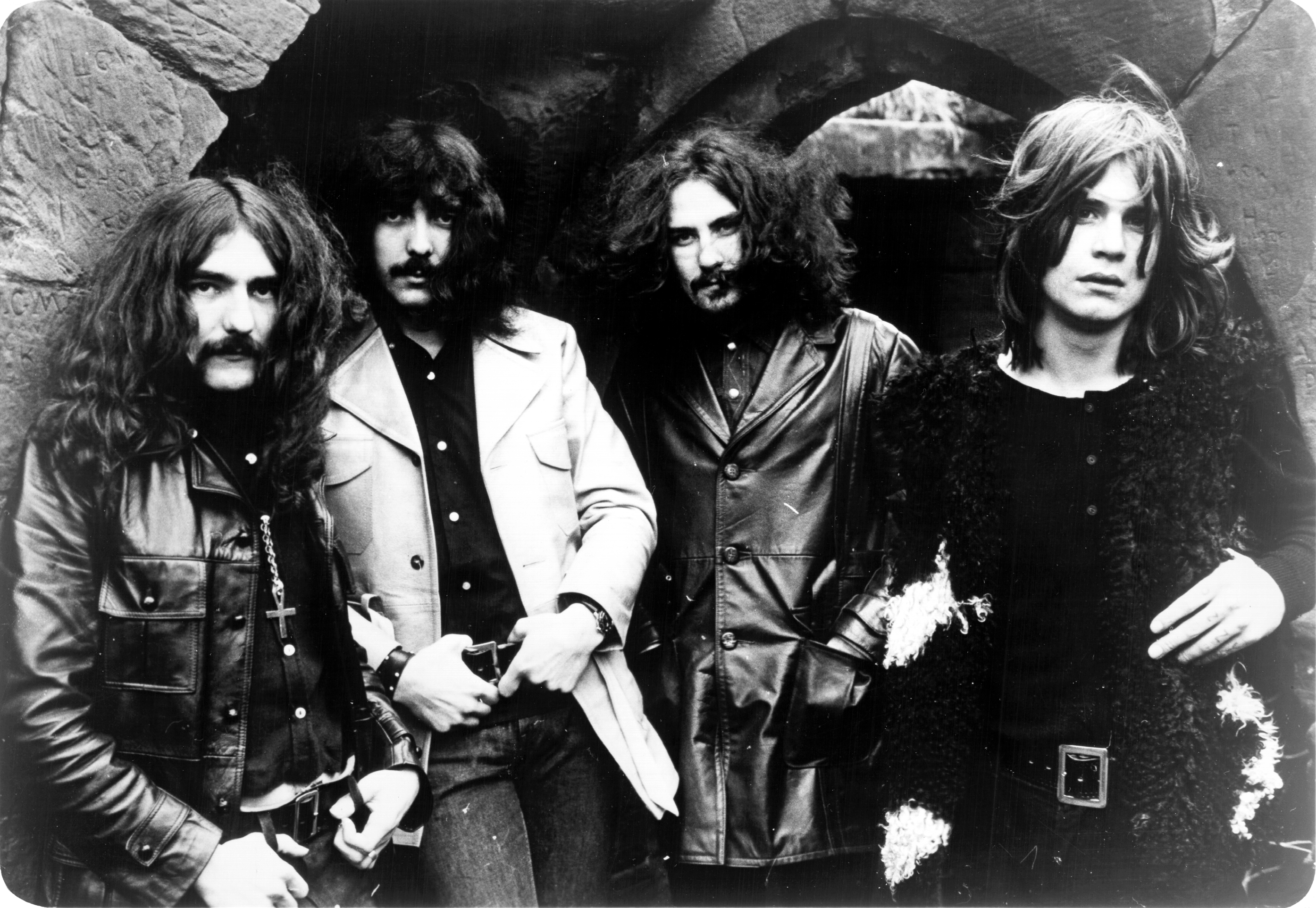
Члени-засновники Black Sabbath

Гурт Black Sabbath був заснований у 1968 році в Астоні, Бірмінгем, Англія, Ґізером Батлером, Тоні Айоммі, Оззі Осборном та Біллом Вордом, які виросли неподалік один від одного та від Вілла Парку в цьому районі. Гурт розробив стиль, який став відомим як хеві-метал, і досяг світового успіху, продавши понад 75 мільйонів альбомів. Осборна звільнили з гурту в 1979 році, і він насолоджувався плідною сольною кар'єрою, але час від часу возз'єднувався з групою. Оригінальний склад востаннє виступав разом на Ozzfest 2005. Попередній концерт гурту відбувся на Genting Arena у 2017 році в рамках туру «The End Tour», але з Томмі Клуфетосом, який замінив Білла Варда на посаді барабанщика.
У лютому 2019 року Осборну діагностували хворобу Паркінсона, і того ж року він отримав пошкодження хребта внаслідок падіння. У наступні роки він рідко виступав, але в серпні 2022 року несподівано з'явився разом з Айоммі на закритті Ігор Співдружності на стадіоні «Александер» у Бірмінгемі. До початку 2025 року він втратив здатність ходити через хворобу Паркінсона. 

## Перед концертом

### Анонс

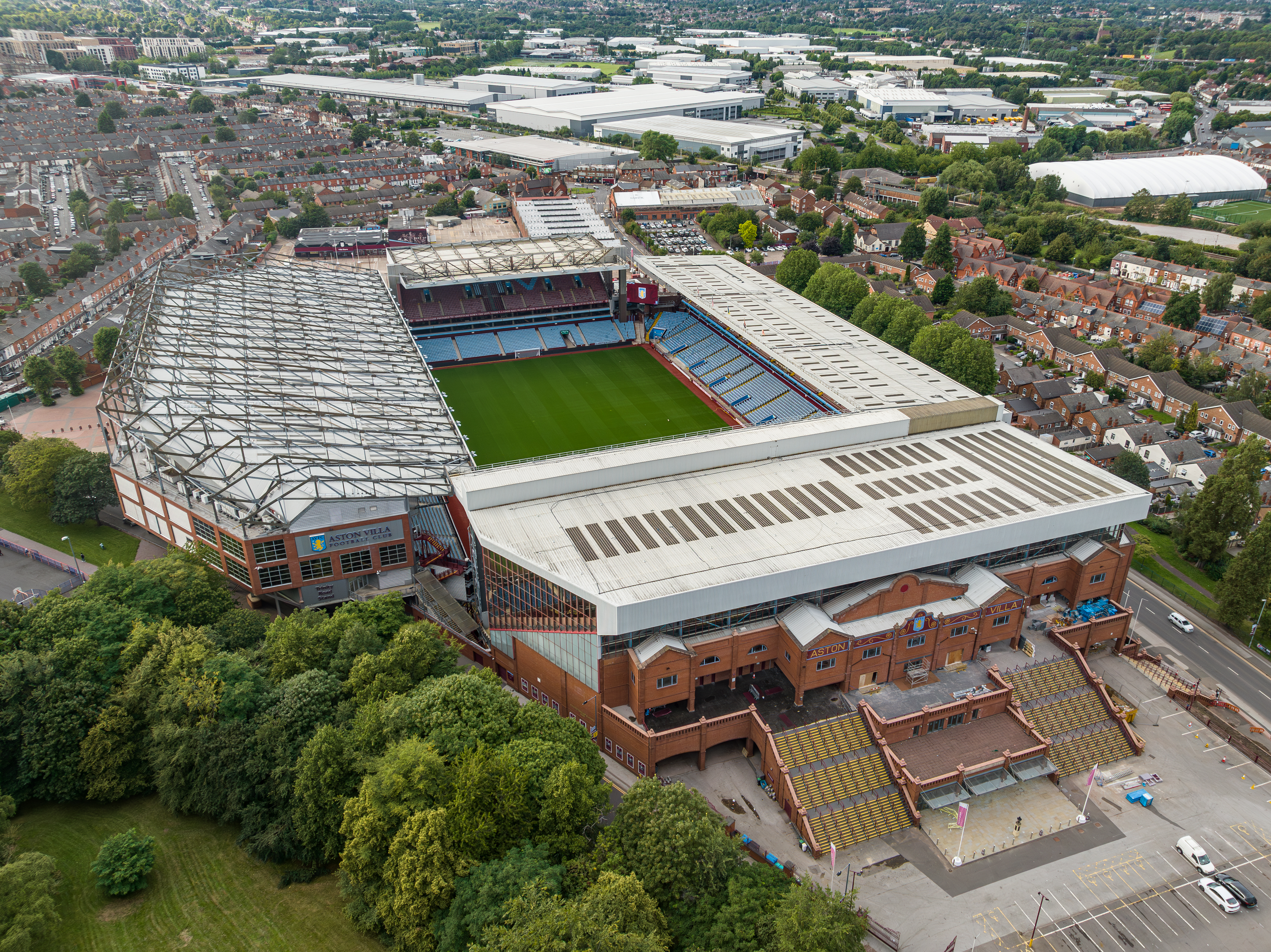
Місцем проведення концерту став стадіон футбольного клубу "Астон Вілла" "Вілла Парк" в Бірмінгемі

Прощальний благодійний концерт Black Sabbath та Осборна був оголошений дружиною Осборна Шерон Осборн 5 лютого 2025 року. Датою концерту було обрано 5 липня 2025 року, а місцем проведення — стадіон Вілла Парк в Астоні. Назва концерту «Back to the Beginning» (укр. Назад до початку) символізувала повернення гурту до місця створення, в Астоні. Осборн особисто наполягав на проведенні останнього виступу там, щоб «віддати належне місцю, де я народився».
Виступ мав стати першим за двадцять років воз'єднанням на сцені оригінального складу Black Sabbath: Оззі Осборн, Тоні Айоммі, Гізер Батлер та Білл Ворд. На розігріві у колективу мали грати найбільші зірки метал-сцени, серед яких Metallica, Slayer, Pantera, Gojira, Alice in Chains, Halestorm, Lamb of God, Anthrax та Mastodon. Окрім них був анонсований виступ супергурту, до складу якого увійшли Біллі Корган, Девід Дрейман, Дафф Маккаган, Френк Белло, Фред Дерст, Джонатан Девіс, Скотт Ян, Sleep Token II та інші музиканти. 
Продаж квитків розпочався 14 лютого 2025 року. Було повідомлено, що весь прибуток розподілятиметься порівну між організацією Cure Parkinson, дитячою лікарнею Бірмінгема та дитячим хоспісом Acorn. 

### Підготовка
Музичним режисером концерту став Том Морелло. Його заявленим наміром було зробити його «найвеличнішим хеві-метал шоу всіх часів». Він порівняв його за масштабом із триб'ют-концертом Фредді Мерк'юрі та був вдячний, що всі учасники Black Sabbath були живі, щоб насолодитися постановкою.

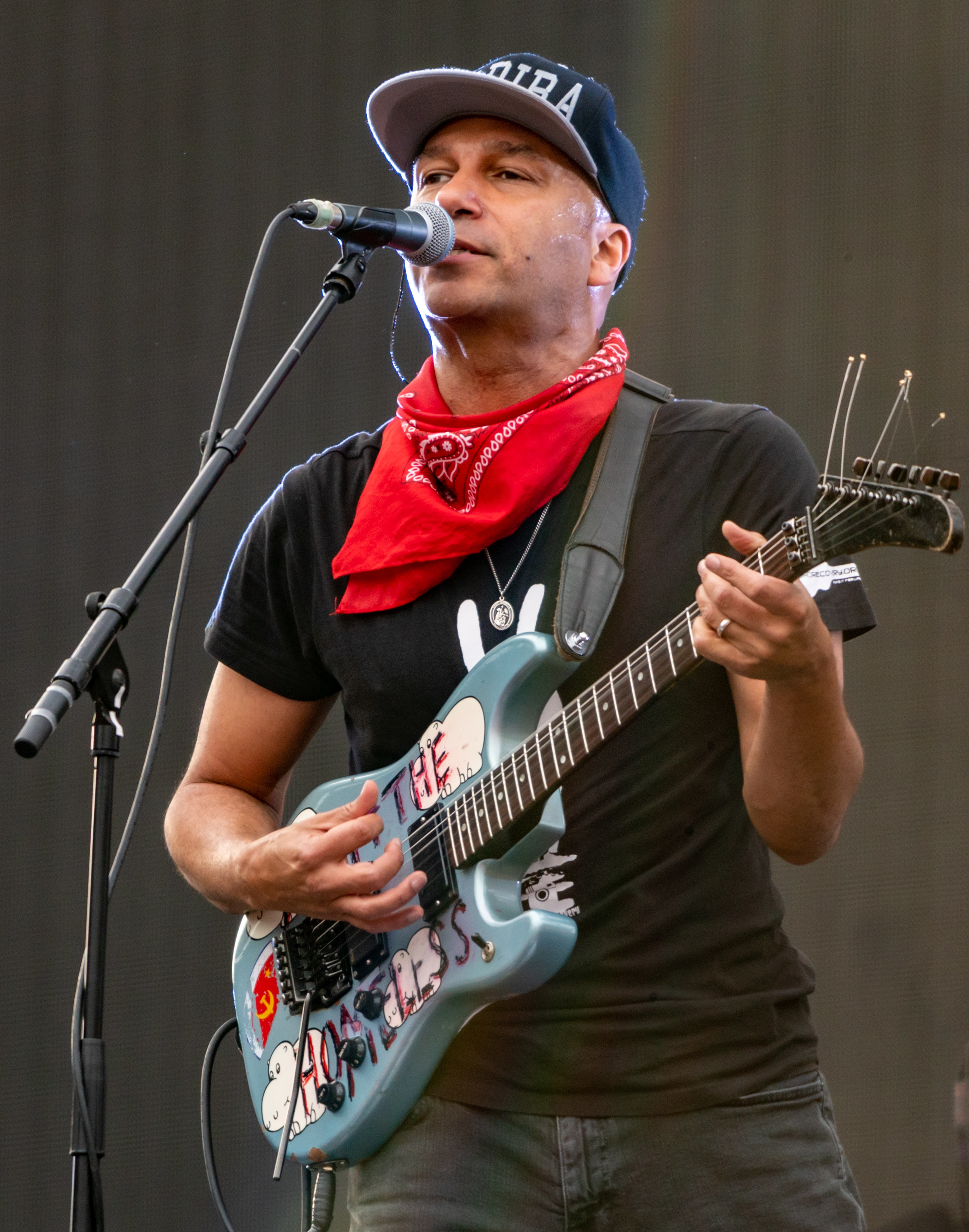
Том Морелло, музичний режисер

Захід на стадіоні був організований Live Nation, а супровідну трансляцію — спільно з Kiswe та Mercury Studios. Для швидкого переходу між музичними номерами використовувалася обертова сцена, запозичена концепція, відома для лондонської частини Live Aid. Промоутер Енді Коппінг з Live Nation витратив два роки на організацію шоу. Він хотів провести концерт у 2024 році, але його було відкладено через проблеми зі здоров'ям Оззі Осборна.
Black Sabbath почали репетирувати свій сет за місяць до заходу в студії в Оксфордширі. Перша репетиція виступів на розігріві відбулася 3 липня 2025 року у Вілла-Парку та включала групову фотосесію з Россом Халфіном. Фінальні репетиції та саундчеки відбулися для всіх гуртів-учасників у Вілла-парку напередодні концерту.

### Інші заходи
Історичний концерт Black Sabbath став однією з головних подій сезону в Бірмінгемі. У місті можна було побачити туристичні білборди, які охрестили літо 2025 року "Літом Sabbath". За тиждень до концерту чотирьох оригінальних учасників гурту було удостоєно звання вільних громадян міста Бірмінгем. З нагоди цієї події Бірмінгемський музей та художня галерея відкрили виставку «Оззі Осборн: герой робітничого класу», на якій представлені його нагороди, пам'ятні речі та фотографії. Стінопис із зображенням гурту був намальований художником Mr Murals біля залізничної станції Бірмінгем Нью-стріт на Навігаційній вулиці та завершений за кілька днів до концерту. Його відвідали та підписали чотири учасники гурту 29 червня 2025 року. Напередодні концерту Джек Осборн провів прем'єрний кінопоказ фільму «Дев'ять життів Оззі Осборна» в Міленіум-Пойнт.

## Перебіг концерту

### Розклад та виконавці
- Відкриття дверей  • 11:30

- Mastodon  • 13:30—13:45
- Rival Sons  • 13:52—14:07
- Anthrax  • 14:15—14:29
- Halestorm  • 14:37
- Lamb of God  • 15:00—15:15
- Супергурт A  • 15:25—16:00
- Alice in Chains  • 16:07—16:22
- Gojira  • 16:29—16:44
- Дуель барабанщиків  • 16:51—17:01
- Супергурт B  • 17:08—17:48
- Pantera  • 17:55—18:10
- Tool  • 18:17—18:37
- Slayer  • 18:44—19:12
- Guns N' Roses  • 19:21—19:46
- Metallica  • 19:53—20:23
- Оззі Осборн  • 20:38—20:58
- Black Sabbath  • 21:13—21:48

- Комендантська година  • 22:30

### Синопсис
Концерт тривав десять годин, розпочавшись о 13:00 за британським літнім часом (12:00 за UTC) і тривав до місцевої комендантської години о 23:00 за британським літнім часом. Сід Вілсон зі Slipknot виконав діджей-сет, поки фанати заходили на стадіон. Ведучим заходу був Джейсон Момоа, який знявся у невиданому музичному відео Оззі Осборна на пісню "Scary Little Green Men".
На концерті виступили чотирнадцять гуртів на розігріві, включаючи два супергурти з різними музикантами та запрошеними вокалістами. Гурти на розігріві грали сети, які поєднували кавери на пісні Black Sabbath та Оззі Осборна з піснями з їхніх власних каталогів. В середині шоу між кількома барабанщиками відбувся «поєдинок барабанщиків». Між виступами транслювалися відеопривітання від артистів, які не змогли бути присутніми на заході, зокрема AC/DC, Def Leppard, Біллі Айдол, Елтон Джон, Сінді Лопер, Мерілін Менсон та Доллі Партон. Також транслювалися попередньо записані виступи, зокрема «Mr. Crowley» Джека Блека та «Changes» Фреда Дерста. Оззі Осборн зіграв передостанній сет зі своїм сольним гуртом, а потім приєднався до Black Sabbath, щоб закрити шоу.
Після заходу Келлі Осборн, дочка Оззі та Шерон, прийняла пропозицію руки і серця від Сіда Вілсона за лаштунками. 

### Список пісень
Порядок виступів та пісні, що виконувалися:
| Mastodon 1. «Black Tongue» 2. «Blood and Thunder» 3. «Supernaut» (кавер Black Sabbath) Rival Sons 1. «Do Your Worst» 2. «Electric Funeral» (кавер Black Sabbath) 3. «Secret» Anthrax 1. «Indians» 2. «Into the Void» (кавер Black Sabbath) Halestorm 1. «Love Bites (So Do I)» 2. «Rain Your Blood On Me» 3. «Perry Mason» (кавер Оззі Осборна) Lamb of God 1. «Laid to Rest» 2. «Redneck» 3. «Children of the Grave» (кавер Black Sabbath) Супергурт A 1. «Ultimate Sin» (кавер Оззі Осборна) 2. «Shot in the Dark» (кавер Оззі Осборна) 3. «Sweet Leaf» (кавер Black Sabbath) 4. «Believer» (кавер Оззі Осборна) 5. «Changes» (кавер Оззі Осборна) Джек Блек — відеозапис 1. «Mr. Crowley» (кавер Оззі Осборна) Alice in Chains 1. «Man in the Box» 2. «Would?» 3. «Fairies Wear Boots» (кавер Black Sabbath) Gojira 1. «Stranded» 2. «Silvera» 3. «Mea culpa (Ah! Ça ira!)» 4. «Under the Sun» (кавер Black Sabbath) Дуель барабанщиків 1. «Symptom of the Universe» (кавер Black Sabbath) Супергурт B 1. «Breaking the Law» (кавер Judas Priest) 2. «Snowblind» (кавер Black Sabbath) 3. «Flying High Again» (кавер Оззі Осборна) 4. «Rock Candy» (кавер Montrose) 5. «Bark at the Moon» (кавер Оззі Осборна) 6. «Train Kept A-Rollin'» (кавер Aerosmith) 7. «Walk This Way» (кавер Aerosmith) 8. «Whole Lotta Love» (кавер Led Zeppelin) | Pantera 1. «Cowboys from Hell» 2. «Walk» 3. «Planet Caravan» (кавер Black Sabbath) 4. «Electric Funeral» (кавер Black Sabbath) Tool 1. «Forty Six & 2» 2. «Hand of Doom» (кавер Black Sabbath) 3. «Ænema» Slayer 1. «Disciple» 2. «War Ensemble» 3. «Wicked World» (кавер Black Sabbath) 4. «South of Heaven» 5. «Raining Blood» 6. «Angel of Death» Фред Дерст — відеозапис 1. «Changes» (кавер Black Sabbath) Guns N' Roses 1. «It's Alright» (кавер Black Sabbath) 2. «Never Say Die!» (кавер Black Sabbath) 3. «Junior's Eyes» (кавер Black Sabbath) 4. «Sabbath Bloody Sabbath» (кавер Black Sabbath) 5. «Welcome to the Jungle» 6. «Paradise City» Metallica 1. «Hole in the Sky» (кавер Black Sabbath) 2. «Creeping Death» 3. «For Whom the Bell Tolls» 4. «Johnny Blade» (кавер Black Sabbath) 5. «Battery» 6. «Master of Puppets» Оззі Осборн 1. «I Don't Know» 2. «Mr. Crowley» 3. «Suicide Solution» 4. «Mama I'm Coming Home» 5. «Crazy Train» Black Sabbath 1. «War Pigs» 2. «N.I.B.» 3. «Iron Man» 4. «Paranoid» |

### Помітні відсутності

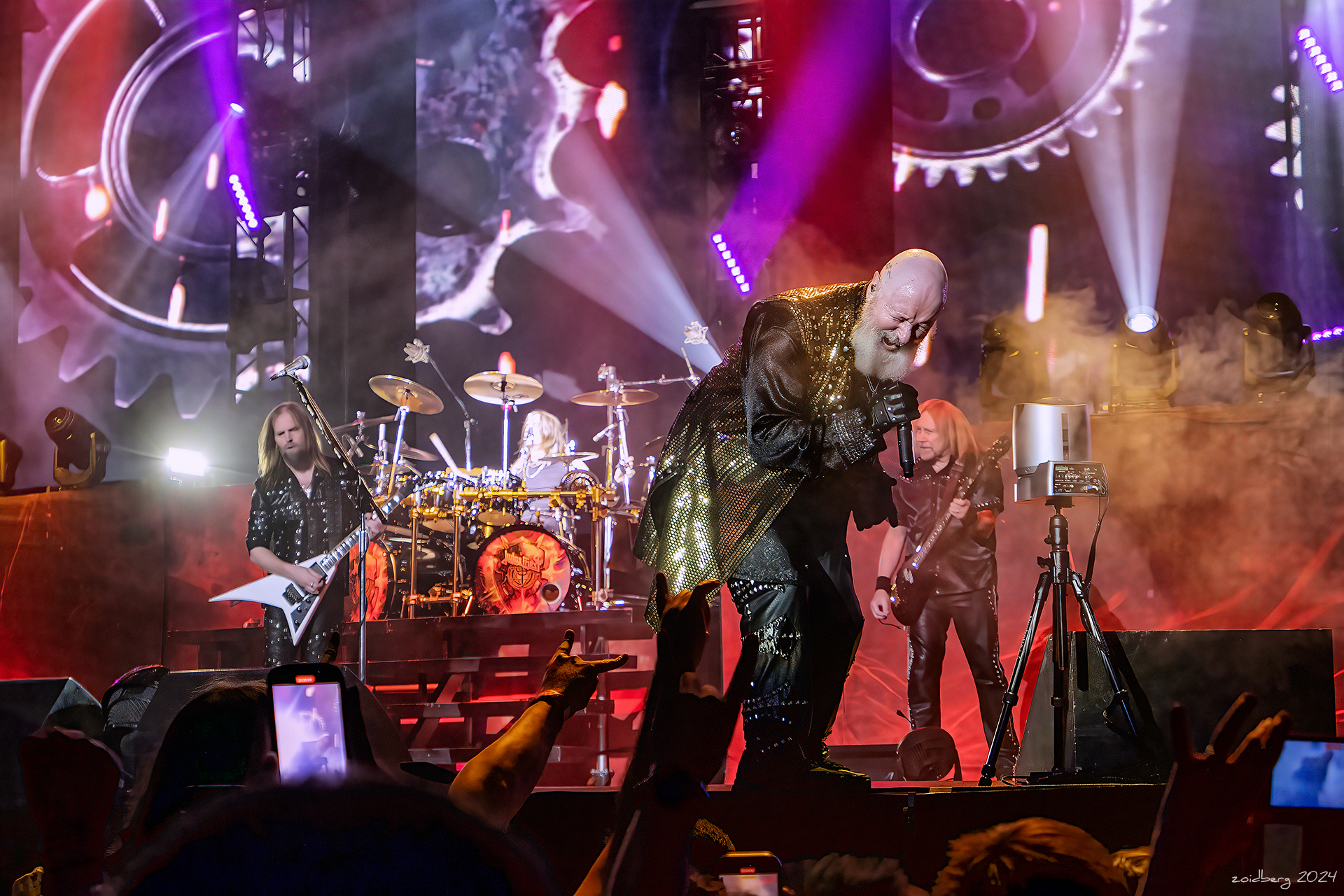
Judas Priest, які не змогли бути присутніми, але випустили кавер на пісню "War Pigs" на знак поваги.

Не всі запрошені виконавці змогли взяти участь в концерті. Judas Priest відмовилися, оскільки того ж вечора вони мали виступати на розігріві на концерті до 60-річчя Scorpions у Ганновері, Німеччина, але на тижні концерту вони випустили кавер на пісню Black Sabbath «War Pigs» на честь гурту. Вольфґанґ Ван Гален відмовився від участі, оскільки його гурт Mammoth виступав на розігріві у Creed у Сполучених Штатах, і поїздка була б логістично неможливою. Колишні учасники Soundgarden Метт Кемерон, Бен Шеферд та Кім Таїл також не з'явилися через конфлікт у розкладі. Алекс Лайфсон та Ґедді Лі з гурту Rush відмовилися через «інші обставини». Джонатана Девіса з Korn також рекламували як виконавця, але він з'явився лише у попередньо записаному відеопривітанні. Mötley Crüe не змогли виступити через «проблеми зі здоров'ям у гурті».
Попри виявлену зацікавленість, Megadeth не були запрошені на захід та стали єдиним гуртом «Великої четвірки» треш-металу, який пропустив концерт (інші три — Metallica, Slayer та Anthrax). Також Шерон Осборн виключила з шоу неназваний гурт після того, як вони вимагали оплати за участь, і пообіцяла розкрити їхню особу після завершення заходу.

## Сприйняття
Марк Бомонт з The Independent оцінив шоу на п'ять зірок з п'яти, особливо похваливши кавер Yungblud на пісню "Changes". Ріс Б'юкенен з Rolling Stone також дав шоу ідеальну оцінку; Б'юкенен сказав, що виступ Yungblud, який він присвятив Діого Жоті, який помер двома днями раніше, «зупинив стадіон на місці». Майкл Ганн з The Guardian оцінив захід на чотири бали з п'яти, виділивши виступи Black Sabbath, Gojira, Guns N' Roses, Metallica та Yungblud як найяскравіші моменти шоу.
Кіт Кан-Гарріс з The Quietus зазначив, що кілька піджанрів хеві-металу не були представлені на концерті, включаючи дум-метал та грайндкор. Один критик висловив жаль з приводу того, що на заході були лише чотири виконавиці – Телаліт Чарскі, Ліззі Гейл, Йойока Сома та Марина Віотті.
Поява Девіда Дреймана була зустрінута освистанням від декого з натовпу, що пояснювалося його політичними поглядами на підтримку Армії оборони Ізраїлю. Він також злив в інтернеті програму шоу за день до події. Рішення транслювати відеоприсвяту Меріліна Менсона було розкритиковано, оскільки артист нещодавно скасував концерт у Брайтон-центрі після негативної реакції місцевих жителів на звинувачення його у сексуальному насильстві.

## Фінансовий вплив
Усі 45 000 квитків на концерт були розпродані за 16 хвилин, а 150 000 людей чекали у віртуальній черзі, щоб отримати можливість відвідати його. Близько 20% квитків придбали іноземні фани. Жоден з виступів, зазначених у програмі, не був оплачений, виконавці лише отримали відшкодування на дорожні витрати.
Уся подія транслювалася онлайн через платну трансляцію з двогодинною затримкою, а її пікова кількість одночасних стрімів склала 5,8 мільйона. Деякі паби, що рекламували вечірки з переглядом, були змушені скасувати свою діяльність після того, як продюсерська компанія «Kiswe» пригрозила судовими позовоми, якщо вони не придбають дорогу комерційну ліцензію. Інші ж таки показували подію та повідомляли про переповнені зали та нестачу пива.

## Історичне значення
Ozzy Osbourne: No Escape From Now, майбутній документальний фільм Paramount+, який розповідав про Осборна з 2022 по 2025 рік, продемонструє розвиток події. Осборн також напише про свій досвід підготовки до шоу у своїх мемуарах Last Rites.
Оззі Осборн помер через сімнадцять днів після концерту, 22 липня 2025 року.